# Inhumano: la leyenda renace
Wer (Inhumano, la leyenda renace) es una película de terror estadounidense de 2013 dirigida por William Brent Bell y protagonizada por AJ Cook .   La película se estrenó en Japón el 16 de noviembre de 2013 y se estrenó en VOD en los Estados Unidos en agosto de 2014. 

## Trama
La policía francesa, dirigida por el capitán Klaus Pistor, interroga a Claire Porter mientras se recupera en una cama de hospital. Claire cuenta la historia de la noche en que estaban de vacaciones en Francia junto a su esposo, Henry, y su hijo Peter, quienes fueron brutalmente mutilados hasta la muerte en un ataque salvaje por parte de una bestia desconocida. Cuando Claire afirma que la figura sombría se parecía a un hombre, la policía arresta al local Talan Gwynek culpándolo de los asesinatos. Claire luego muere en el hospital a causa de sus heridas.
La abogada Katherine Samantha Moore solicita representar a Talan. Su compatriota estadounidense Eric Sarin trabaja como su investigador. Kate contrata al experto inglés en animales, el Dr. Gavin Flemyng, con quien tuvo una relación romántica cinco años antes.
Mientras entrevista a Talan en la comisaría, debido a un malentendido estalla una pelea con las autoridades. Talan rasguña a Gavin mientras este intenta proteger a Kate.
El equipo de Kate viaja a la remota casa de Talan en el bosque para entrevistar a su madre. La señora Gwynek les dice que es originaria de Rumania. Ella afirma que Talan habría estado demasiado débil físicamente para cometer los asesinatos porque sufre de una rara condición genética transmitida de padres a hijos en su familia. También afirma que la policía está atacando a Talan porque el gobierno busca apoderarse de sus tierras para poder utilizarlas como vertedero de desechos nucleares.
Gavin comienza a sentirse cada vez más enfermo desde que sufrió el rasguño en la comisaría.
El equipo de defensa descubre que Talan sufre de una extraña enfermedad, la porfiria. Mientras se somete a Talan a exámenes médicos bajo la custodia policial, una prueba de epilepsia foto sensitiva hace que Talan reaccione violentamente. Usando una fuerza sobrehumana, Talan mata horriblemente a casi todos en la habitación y escapa del edificio.
Una persecución por toda la ciudad finalmente rastrea a Talan hasta un edificio abandonado. Él es captado por la cámara transformándose en un hombre lobo antes de atacar brutalmente a un equipo de asalto armado, caer ocho pisos al suelo y huir.
La policía predice que Talan ira a la casa de su madre donde finalmente lo acorralan luego de una masacre a varios agentes de policía. Talan es acribillado a balazos y su cadáver, aparentemente sin vida, es transportado en un vehículo policial. Kate y Eric siguen la caravana policial cuando la camioneta que transportaba a Talan se vuelca y este huya
Mientras tanto, después de enfermarse más, Gavin investiga la residencia Gwynek y descubre que la Sra. Gwynek lo sabía todo, finalmente la mata, cediendo a sus nuevos instintos.
En la conmoción en el lugar del accidente, Talan mata a Eric y se dispone a matar a Kate, pero Gavin llega para luchar contra él. La pelea termina cuando Gavin estrangula a Talan, presumiblemente matándolo.
Kate se enfrenta al transformado Gavin a punta de pistola. Antes de poder hacer algo, Kate recibe un disparo en el estómago por parte de Pistor desde un helicóptero de la policía. Gavin entra en un ataque de ira, arrojando el cuerpo de un miembro de la polícia al helicóptero y haciendo que este se estrelle, matando a Pistor.
Las posteriores noticias revelan que Kate sobrevivió. Pistor está implicado en una conspiración por matar al padre de Talan, George, para apoderarse de las tierras de Gwynek. El cuerpo de Talan Gwynek nunca fue recuperado y permanece prófugo y se supone que es responsable de los continuos asesinatos, mientras tanto, Gavin mantiene su identidad como hombre lobo en secreto y dice que Talan sí lo es.

## Elenco
- AJ Cook como Kate Moore
- Vik Sahay como Eric Sarin
- Simon Quarterman como Gavin Flemyng
- Sebastián Roché como Klaus Pistor
- Brian Scott O'Connor como Talan Gwynek
- Stephanie Lemelin como Claire Porter
- Oaklee Pendergast como Peter Porter
- Angelina Armani como la hermana de Claire
- Brian Johnson como Henry Porter
- Collin Blair como reportero británico (como Collin Jay Blair)
- Corneliu Ulici como oficial de policía

## Producción
Los planes para Inhumano se anunciaron inicialmente en enero de 2012 durante una entrevista con Dread Central, cuando Bell y el productor Matthew Peterman dijeron que habían estado trabajando en un proyecto con temática de hombre lobo durante los últimos 10 meses.  Inicialmente, los dos planearon comenzar la producción de la película, un "proyecto de estilo falso documental", en Rumania durante abril de 2012.  
En marzo de 2012, Cook fue confirmada como la heroína principal de la película, y se reclutó a la compañía Almost Human, Inc de Rob Hall para crear los efectos especiales de la película.   Más tarde, ese mismo año, Vik Sahay y Sebastian Roché también se incorporaron al proyecto.   Inicialmente, Sahay debatió si asumir o no el papel de Eric Sarin debido a una agenda ocupada, pero finalmente decidió unirse porque el personaje y el mundo de la película "eran demasiado interesantes para abandonarlos". 
El rodaje de Wer comenzó en mayo de 2012 en Bucarest, Rumania,  y Bell filmó la película al mismo tiempo que otro proyecto, El Vaticano .  En octubre de 2013 se lanzó un avance de Wer .